# Spilococcus expressus
Spilococcus expressus är en insektsart som först beskrevs av Borchsenius 1949.  Spilococcus expressus ingår i släktet Spilococcus och familjen ullsköldlöss. Inga underarter finns listade i Catalogue of Life.